# Le Palace (Granby)
Pour les articles homonymes, voir Le Palace.
Le Palace est une salle de spectacle située dans la ville de Granby au Québec, Canada.

## Histoire

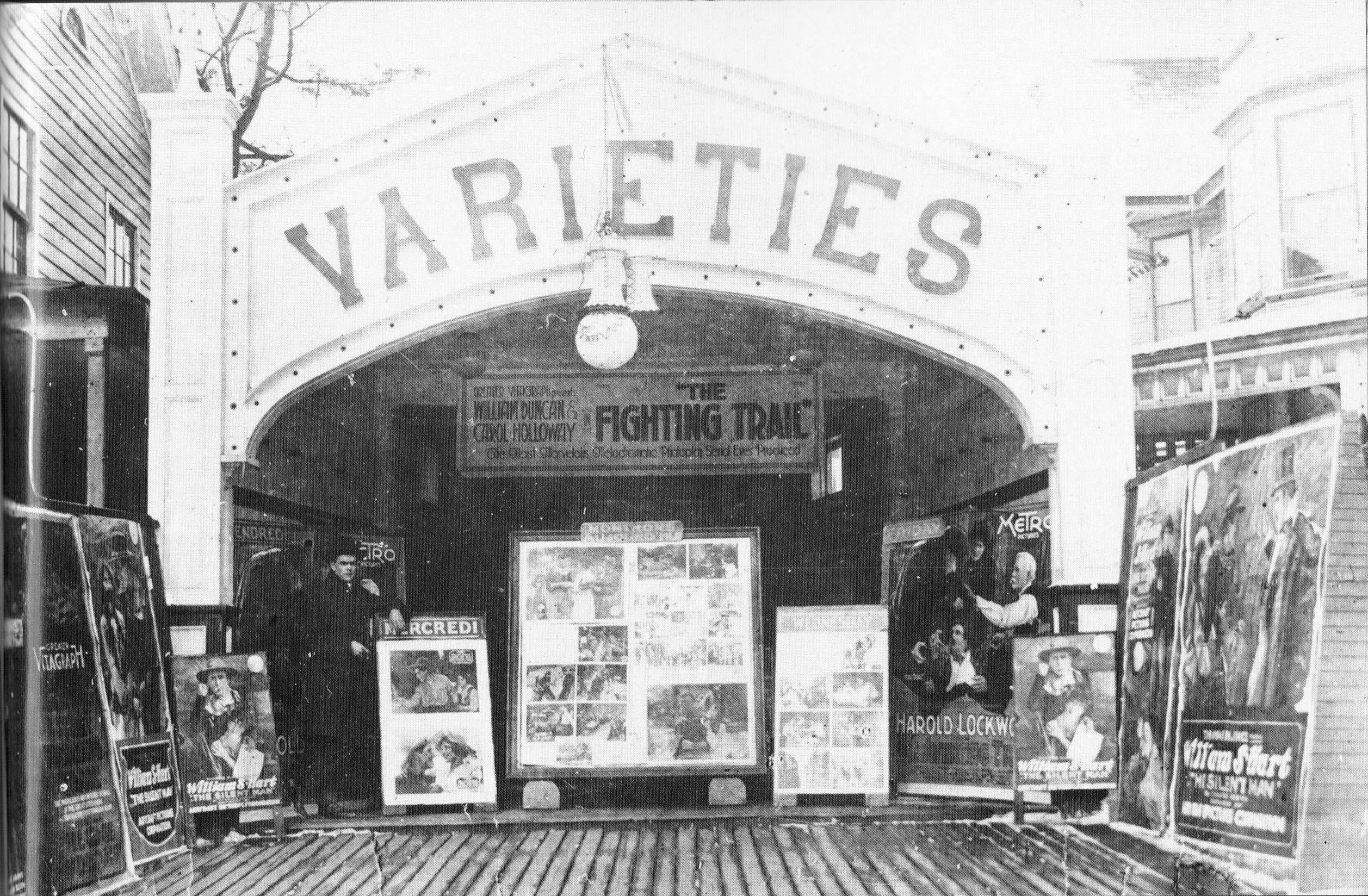
Paul Page devant Le Varieties, vers les années 1910

Le cinéma à Granby début en janvier 1900 lorsque le cinématographe opère pour la première fois dans la salle communautaire de l'hôtel de ville. Le premier cinéma de la ville, le Starland, ouvre ses portes en 1909.
En 1910, fut inauguré le cinéma Varieties. Le cinéma est géré par Paul Page et est construit au 125 rue Principale, sur le lieu de l'actuel Palace. En 1920, le cinéma change son nom pour le Elite. L'arrivée du cinéma parlant se fait en 1929.
En 1934, on rénove complètement le Elite. On le renomme par la même occasion pour le théâtre Palace. Un incendie le détruit en 1946. Le théâtre sera reconstruit en 1948 avec une salle de 1 500 places, un restaurant et un système de climatisation.
Vers les années 1950, l'arrivée de la télévision menace le cinéma à Granby et ailleurs. Les deux compétiteurs du Palace, le Ritz et le Cartier, ferment leurs portes. Bromont ouvrant un ciné-parc dans les années 1970 et l'ouverture des Galeries de Granby en 1974, viendront à bout du cinéma au Palace. Au début des années 1980, on y cesse toute projection cinématographique.
Le théâtre reste malgré tout une salle de spectacles même si le cinéma n'y est plus. En 1985, la municipalité et le service des loisirs de Granby louent le Palace avec option d'achat. En 1992, on crée un organisme sans but lucratif en lien par protocole avec la Ville de Granby afin de gérer et d'animer le Palace. Cette même année, le Palace est rénové et agrandi avec l'aide du ministère des affaires culturelles du Québec et inauguré le 12 septembre. L'année suivante, en 1993, le Palace remporte le prix Félix du diffuseur de spectacles de l'année.
En 2025, La Ville de Granby veut rénover le Palace, mais sa demande de subvention est en attente. La mairesse espère un financement provincial pour couvrir les 15 millions nécessaires. En attendant, les spectacles sont prolongés jusqu’en 2026. La première phase des travaux, sur 18 mois, vise la modernisation de la salle et l’accessibilité. Faute de rénovations, des dépenses d’entretien importantes sont engagées chaque année.